# LOVBソルトレイク
LOVBソルトレイク（LOVB Salt Lake）は、アメリカ合衆国ユタ州ソルトレイクシティを本拠地とする女子バレーボールチームである。リーグ・ワン・バレーボール（LOVB）所属。

## 歴史
2021年、LOVBはアメリカ合衆国に女子のプロバレーボールリーグを創設すること発表した。 2023年6月、ソルトレイクシティにLOVBの4番目のチームを創設すると発表された。 ジョーディン・ポールターとヘイリー・ワシントンが創設メンバーとして加入した。
LOVBソルトレイクの最初のホームゲームは2025年1月22日にユタ州テイラーズビルにあるソルトレイク・コミュニティカレッジのキャンパス内のアリーナで行われ、満員の3006人の観客を動員した。

## 選手・スタッフ(2025)
2024年12月22日現在

### 選手

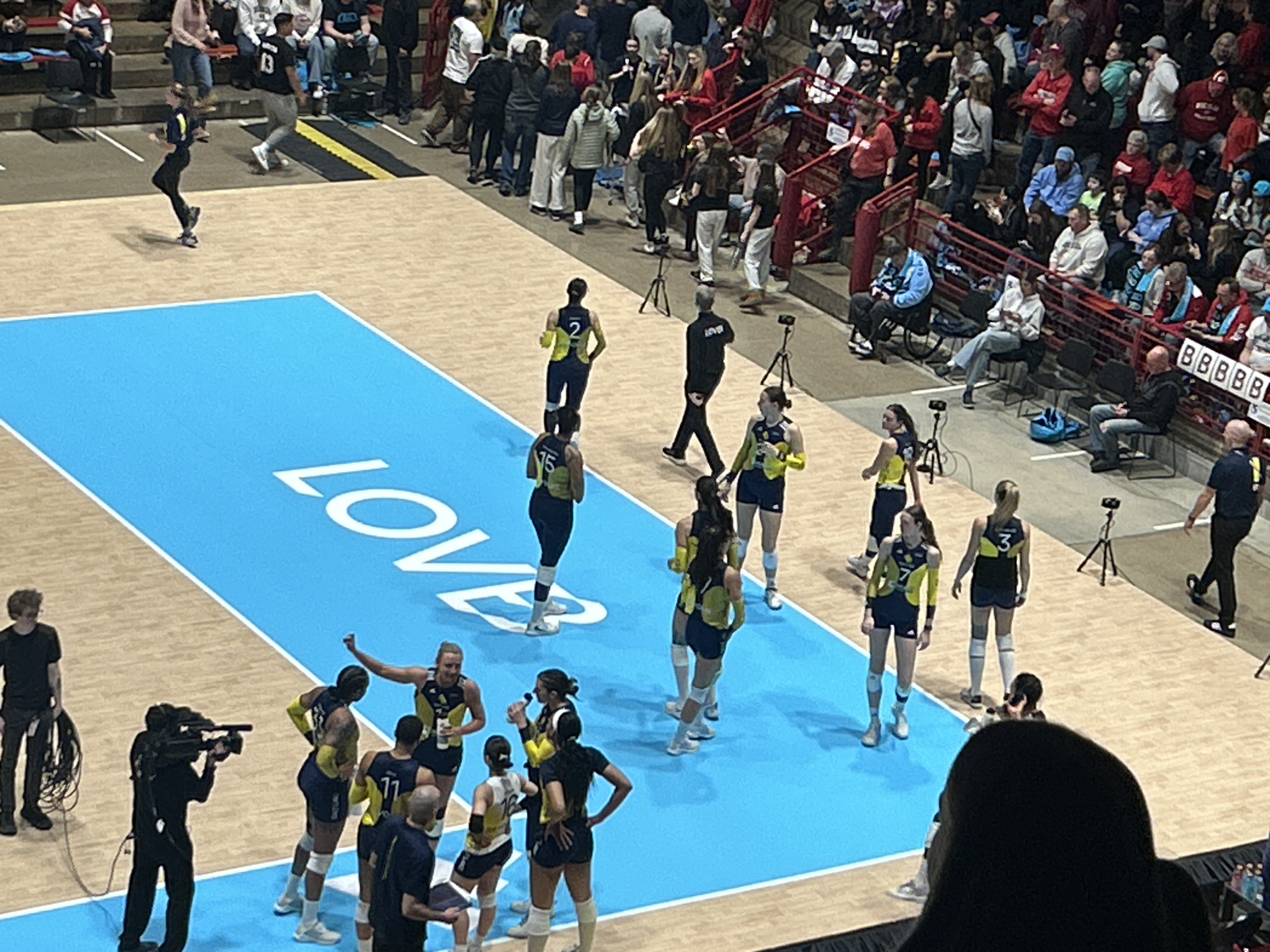
LOBVソルトレイクの選手(2025年1月17日)

| 背番号 | 名前                     | 生年月日(年齢)        | Pos | 身長               | 出身校                 | 国籍           |
| ------ | ------------------------ | --------------------- | --- | ------------------ | ---------------------- | -------------- |
| 1      | ジョーディン・ポールター | 1997年7月31日（27歳） | S   | 6 ft 2 in (1.88 m) | イリノイ大学           | アメリカ合衆国 |
| 2      | 松井珠己                 | 1998年1月10日（27歳） | S   | 5 ft 7 in (1.70 m) | 日本女子体育大学       | 日本           |
| 3      | モーガン・ミラー         | 1987年3月30日（38歳） | OH  | 6 ft 3 in (1.91 m) | カリフォルニア大学     | アメリカ合衆国 |
| 4      | マディ・ヘインズ         | 1998年2月10日（27歳） | OH  | 6 ft 4 in (1.93 m) | カリフォルニア大学     | アメリカ合衆国 |
| 5      | スカイラー・フィールズ   | 2001年2月17日（24歳） | OP  | 6 ft 3 in (1.91 m) | 南カリフォルニア大学   | アメリカ合衆国 |
| 6      | トリ・ディクソン         | 1992年8月4日（32歳）  | MB  | 6 ft 3 in (1.91 m) | ミネソタ大学           | アメリカ合衆国 |
| 7      | ソフィ・フィッシャー     | 2001年9月12日（23歳） | MB  | 6 ft 5 in (1.96 m) | ジョージア大学         | アメリカ合衆国 |
| 11     | セリーナ・グレイ         | 2000年1月21日（25歳） | MB  | 6 ft 2 in (1.88 m) | ピッツバーグ大学       | アメリカ合衆国 |
| 12     | ロニ・ジョーンズ＝ペリー | 1997年1月20日（28歳） | OH  | 6 ft 0 in (1.83 m) | ブリガムヤング大学     | アメリカ合衆国 |
| 15     | ヘイリー・ワシントン     | 1995年9月22日（29歳） | MB  | 6 ft 3 in (1.91 m) | ペンシルベニア州立大学 | アメリカ合衆国 |
| 16     | 小島満菜美               | 1994年11月7日（30歳） | L   | 5 ft 2 in (1.57 m) | 青山学院大学           | 日本           |
| 17     | ダニ・ドルーズ           | 1999年2月2日（26歳）  | OH  | 6 ft 0 in (1.83 m) | ユタ大学               | アメリカ合衆国 |
| 18     | メアリー・レイク         | 1998年9月16日（26歳） | L   | 5 ft 7 in (1.70 m) | ブリガムヤング大学     | アメリカ合衆国 |
| 21     | クレア・ホフマン         | 2000年2月24日（25歳） | OH  | 6 ft 2 in (1.88 m) | ワシントン大学         | アメリカ合衆国 |
| 33     | ヘイディ・カサノバ       | 1998年11月6日（26歳） | OP  | 6 ft 0 in (1.83 m) |                        | キューバ       |

### スタッフ
| 役職                                               | 名前               |
| -------------------------------------------------- | ------------------ |
| ヘッドコーチ                                       | タマ・ミヤシロ     |
| アシスタントコーチ                                 | ブルーノ・シャトー |
| オペレーションディレクター・テクニカルディレクター | コリン・コスキ     |